# Capacitance Electronic Disc

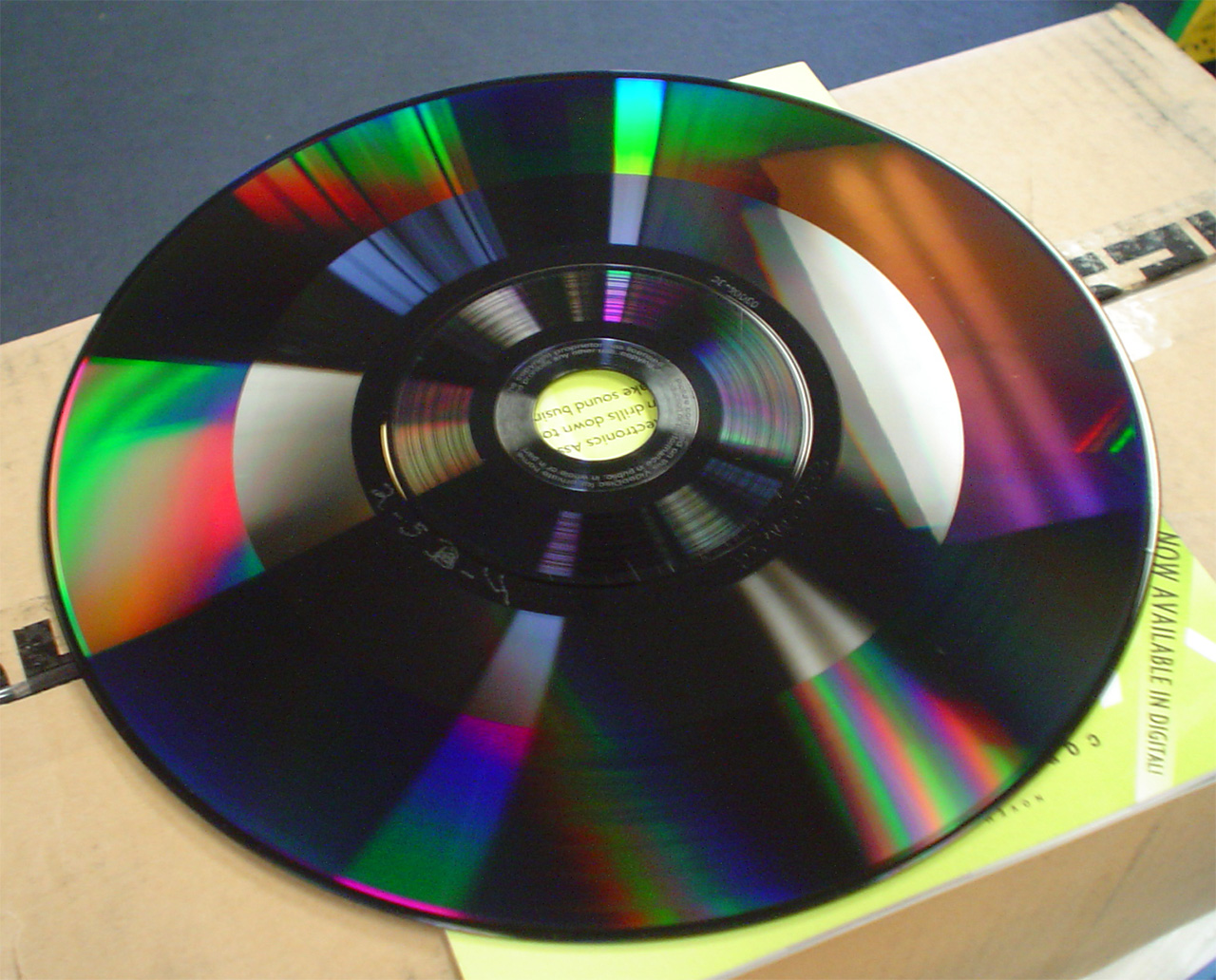
Un disco CED estratto dalla custodia protettiva

Il Capacitance Electronic Disc (noto anche come CED) è uno standard di videoregistrazione analogico su disco, sviluppato dalla RCA, che consente la riproduzione di video ed audio su un televisore, usando un ago speciale che legge le scanalature ad alta densità (similmente alle registrazioni   con il fonografo).
Concepito nel 1964, il sistema CED era da molti visto come un successo tecnologico capace di aumentare la capacità di archiviazione di almeno due ordini di grandezza. Nonostante questa premessa, il sistema CED fu penalizzato da una scarsa pianificazione, da conflitti interni in RCA e da difficoltà tecniche che ne rallentarono la messa in commercio per ben 17 anni. Quando uscì, nel 1981, il sistema risultò già obsoleto rispetto ai sistemi LaserDisc, Betamax e VHS e le vendite del sistema non raggiunsero in nessun mercato le stime iniziali. La RCA cessò la produzione dei lettori nel 1984, prima di essere assorbita dalla General Electric, terminando poi la produzione dei dischi nel 1986, con una perdita di circa 600 milioni di dollari di investimenti. La RCA inizialmente aveva previsto di commercializzare il lettore CED SKT425 nel 1984 insieme ad altri modelli top di gamma, decidendo poi invece di cancellarne la produzione poco prima della messa in commercio dei sistemi Dimensia.
RCA utilizzò il marchio "SelectaVision" per i sistemi CED, marchio utilizzato anche per i primi videoregistratori prodotti da RCA e per altri progetti sperimentali.

## Storia

### Inizi e lancio
RCA iniziò la ricerca sui video dischi nel 1964, nel tentativo di creare un metodo di registrazione e riproduzione audio/video simile a quello del fonografo. La ricerca e lo sviluppo furono lenti nei primi anni perché il team di sviluppo comprendeva solo quattro persone, ma a partire dal 1972, il team CED aveva già potuto realizzare la registrazione di un disco capace di contenere dieci minuti di video a colori (una parte di una puntata della sit-com statunitense Get Smart).
I primi prototipi di dischi CED erano multi-strato: consistevano in un substrato in vinile, uno strato conduttivo in nichel, uno strato di isolante e uno strato superficiale in silicone lubrificante. Le difficoltà che si presentarono a livello di complessità produttiva del disco e della puntina spinsero però il team RCA a cercare soluzioni più semplici. Il disco finale venne creato in PVC modellato con carbonio per permettere al disco di essere conduttivo. Per preservare la durata della puntina di lettura e della scanalatura, uno sottile strato di silicone venne applicato al disco come lubrificante.
I CED erano originariamente pensati per essere distribuiti in custodie plastiche con supporti simili ai dischi in vinile, ma durante i test si rilevò che l'esposizione alla polvere risultava in problemi di lettura: i sedimenti di polvere, assorbendo l'umidità, potevano cementificarsi sulla superficie del disco rendendo illeggibili i solchi. La soluzione adottata prevedeva quindi che il disco fosse conservato in una custodia fissa (non rimovibile) e dalla quale veniva estratto dal lettore stesso in fase di lettura, minimizzando così i rischi di esposizione alla polvere.
Dopo 17 anni di ricerca e sviluppo, il primo lettore CED (modello SFT100W) venne messo in commercio il 22 marzo del 1981, rilasciando contemporaneamente un catalogo cinematografico composto da circa 50 titoli. Il primo titolo prodotto fu Corri più che puoi Charlie Brown. Quindici mesi dopo, RCA lanciò i lettori SGT200 e SGT250, entrambi con suono stereofonico; il SGT-250 fu anche il primo lettore CED ad includere un telecomando wireless. I modelli abilitati all'accesso casuale arrivarono sul mercato nel 1983.

### Dismissione
Diversi problemi penalizzarono il nuovo sistema CED quasi da subito: ad esempio, fin dagli albori del progetto fu chiaro che la diffusione di altri sistemi quali videoregistratori a nastro magnetico (con maggiore capacità di memoria) avrebbero posto dei limiti alla sua diffusione. Lo sviluppo continuò a prescindere da queste valutazioni e difatti le vendite del sistema CED furono lente; RCA si aspettava di vendere 200.000 unità per l'inizio del 1982, in realtà il venduto raggiunse circa la metà delle previsioni, e fu lieve l'aumento di unità vendute durante il 1982 ed il 1983.

Causato in parte da agitazioni sindacali e da rivoluzioni interne del management RCA, il lungo periodo di sviluppo contribuì alla veloce dismissione del sistema CED, arrivato sul mercato nel 1981 invece del previsto 1977. La versione definitiva dei dischi non riusciva a contenere più di 30 minuti di video per lato, e anche i modelli di disco con capacità di sessanta minuti per lato rendevano impossibile per molti film il rilascio su un solo disco, cosa facilmente ottenibile sui sistemi VHS e Betamax. Il materiale, simile al nickel usato per fare i dischi, non era abbastanza robusto per la produzione. Anche il deterioramento del segnale era un problema perché maneggiandoli, i dischi si danneggiavano più velocemente di quanto ipotizzato in fase di progetto.
RCA sperava che per il 1985 i lettori CED avrebbero coperto il 50% del mercato domestico statunitense, ma le vendite dei lettori continuavano a crollare. L'azienda decise quindi di tagliare i prezzi dei lettori e offrire incentivi speciali per i consumatori senza successo, e nel 1984 il management realizzò che il sistema non avrebbe mai portato a veri profitti, annunciando la fine della produzione dei lettori il 4 aprile.
Per una strana coincidenza, la richiesta per i dischi aumentò subito dopo l'annuncio, quindi RCA annunciò che i dischi sarebbero rimasti in produzione e assieme a nuovi titoli per almeno altri tre anni. Dopo poco il numero delle copie di dischi venduti tornò a diminuire, portando la RCA a terminare anche la produzione dei dischi. Gli ultimi titoli furono prodotti nel 1986: Il gioiello del Nilo della 20th Century Fox, e Memories of VideoDisc, un disco commemorativo del CED regalato in omaggio a molti dipendenti della RCA coinvolti nel progetto CED.

## Caratteristiche tecniche
I CEDs erano piatti conduttivi di vinile di 30 centimetri di diametro. Per evitare l'uso del sistema metrico nei paesi che non lo adottano, i CEDs  venivano comunemente chiamati "dischi da 12 pollici" (nonostante fossero solo 11.8 pollici di diametro). Un disco CED disponeva di una scanalatura a spirale su entrambi i lati, con il solco largo 657 nm ed una lunghezza totale di 19 km. I dischi ruotavano a velocità angolare costante durante la lettura (450 rpm in versione NTSC e 500 rpm in versione PAL), e ogni rotazione conteneva molte immagini complete (4 nei NTSC e 3 nei PAL). Questo causava  l'impossibilità di bloccare l'immagine su lettori sprovvisti di costose memorie elettroniche di immagazzinamento.
Un ago a forma di chiglia con un elettrodo in titanio si muoveva all'interno del solco con una pressione leggerissima (65 mg) e si formava un circuito elettronico tra il disco e la puntina. Come in un giradischi, la puntina leggeva il disco, partendo dall'esterno verso il centro del disco. I segnali video ed audio erano immagazzinati sul disco in un segnale analogico composito, codificato attraverso ondulazioni verticali alla base del solco, in un qualcosa di simile ai  livelli dell'acqua in un gruppo di pozzi. Queste ondulazioni avevano una lunghezza d'onda più corta della lunghezza della punta della puntina all'interno del solco, e la puntina si muoveva al suo interno; la differenza di distanza tra la punta della puntina e la superficie conduttiva causata dalla profondità delle ondulazioni nel solco sotto la puntina controllava direttamente la capacità elettrica tra la puntina e la conduttività del disco in PVC. Questa variazione di capacità elettrica alterava la frequenza del circuito risonante producendo un segnale di modulazione di frequenza elettrica, che veniva quindi decodificata in segnale video ed audio dai lettori elettronici.
La puntina capacitiva che dava il nome al sistema CED può essere messa in relazione con la tecnologia convenzionale del fonografo. La puntina del fonografo vibra fisicamente a causa delle variazioni dei solchi dei dischi e queste vibrazioni vengono convertite da un trasduttore meccanico in un segnale elettrico, mentre la puntina del CED normalmente non vibra ma si muove solo per seguire il livello nel solco del CED, e il segnale viene ottenuto nativamente come segnale elettrico. Questo sistema più sofisticato, combinato con una velocità di rotazione maggiore, è necessario per abilitare la codifica del segnale video con la larghezza di banda di pochi megahertz, paragonato con il massimo di 20 kilohertz di un segnale solo audio, una differenza di 2 ordini di grandezza. Inoltre, l'ondulazione alla base del solco può essere paragonato ai livelli in dei pozzi adiacenti. È importante notare però che la spaziatura fra le creste e le valli d'onda in un solco CED sono continuamente variabili a causa del fatto che il segnale è di tipo analogico. Solitamente il termine "pozzi", in contesto informatico, si riferisce  alle caratteristiche digitali utilizzate nei CD e nei DVD, ove i pozzi dei solchi possono avere solo una profondità massima o minima, corrispondenti a 0 e 1,e sono a  distanze prefissate.
Per minimizzare la forza di trascinamento, il braccio della puntina è circondato da bobine con sensibilità di deviazione ed un circuito del lettore che risponde ai segnali provenienti dalle bobine muovendo la testa della puntina, mentre il solco muove la puntina attraverso il disco. Altre bobine vengono utilizzate per flettere la puntina e per aggiustare la posizione in maniera accurata. Il sistema è molto simile a quello utilizzato dai lettori di Compact Disc per seguire la traccia a spirale ottica, dove solitamente un servo motore muove il lettore ottico in step e un set di bobine inclina la lente del laser per un migliore posizionamento. Entrambe sono guidate da sensori ottici analoghi ai sensori a bobine del CED. Per i lettori CED, questo sistema di tracciamento ha dei benefici addizionali come il fatto che l'angolo della puntina rimane sempre uniformemente tangente con il solco, diversamente dal fonografo nel quale la puntina traccia il solco e, di conseguenza, la puntina varia l'angolo di contatto e la forza applicata. Mentre per un fonografo, dove la puntina ha una punto di localizzazione, il tracciato lineare è ideale per ridurre il consumo delle registrazioni e della puntina e per massimizzare la stabilità della traccia, nel lettori CED la traccia lineare è necessaria per la puntina a forma di chiglia che deve sempre essere tangente con il solco. Inoltre, l'applicazione di una forza estremamente leggera sulle tracce della puntina permette l'utilizzo di un solco poco profondo, necessario per produrre lunghe riproduzioni alla richiesta velocità di rotazione.
Il disco è inserito all'interno di una custodia quadrata dalla quale il lettore lo estrae quando viene caricato. Il disco stesso è circondato da un anello plastico rigido (spine). Quando qualcuno inserisce la custodia contenente il disco nel lettore, il lettore cattura la spine esterna e il disco, che rimangono all'interno del lettore, e dall'esterno la custodia deve essere estratta. Le parti esterne della custodia sono in feltro e catturano ogni traccia di polvere o sporco dal disco. Una volta che la custodia è stata estratta dall'esterno, il lettore carica il disco sul meccanismo di rotazione. Quando viene lanciata la riproduzione il lettore fa girare il disco mentre inizia a posizionare il braccio con la puntina, allineandolo al punto di inizio della riproduzione.
Quando viene premuto il tasto STOP, la puntina viene sollevata dal disco e torna alla sua posizione di riposo e il disco viene sollevato per allinearlo alla custodia protettiva. Una volta pronto, il disco viene bloccato e la custodia protettiva può essere inserita dall'esterno per rimettervi il disco all'interno.

## Vantaggi
I lettori CED, al momento del lancio sul mercato, dovevano risultare più economici rispetto ai lettori VHS, Betamax e LaserDisc. La qualità video (circa 3 MHz di banda di luminanza per i lettori CED) era paragonabile con i VHS-SP o Betamax-II, ma inferiore rispetto ai LaserDisc (che richiedevano circa 5 MHz).

## Svantaggi
Paragonati alla tecnologia del LaserDisc, i CED avevano il limite di utilizzare un lettore a diretto contatto fisico del disco, simili concettualmente al fonografo. RCA aveva stimato che un disco potesse essere riprodotto, in condizioni ottimali, circa 500 volte. Al contrario, un LaserDisc in teoria può essere riprodotto un numero di volte illimitato (nonostante il contatto ripetuto con le mani possa danneggiarlo). Visto che il sistema CED utilizzava una puntina per leggere i dischi, era anche necessaria la sostituzione periodica della stessa per evitare danni o una progressiva lettura scadente dei dischi.
Anche i dischi piegati e danneggiati avevano causato problemi agli utilizzatori. Quando un disco iniziava a piegarsi, la qualità audio e video si degradava fortemente, e la puntina perdeva la traccia. Molti dischi soffrivano della condizione chiamata "video virus", dove il lettore CED iniziava a saltare ampie aree del disco a causa delle particelle di polvere bloccate all'interno dei solchi del disco. In alcuni casi il leggere il disco varie volte sembrava poter risolvere il problema.
Diversamente dai VHS, i dischi CED necessitavano di essere capovolti a metà riproduzione per quasi tutti i titoli, a causa del fatto che ogni lato riusciva a contenere circa 60 minuti di video. Nel caso di filmati di lunghezza superiore alle 2 ore, era necessario dividerli in due differenti dischi. In alcuni casi, se la durata del film superava di poco i 120 minuti - da alcuni secondi fino a 2 minuti - i distributori acceleravano le parti non essenziali o effettuavano una compressione del video per evitare i costi di pubblicazione di 2 dischi). Questo comunque non era un problema limitato ai CED, infatti anche i LaserDisc mostravano gli stessi limiti, e in alcuni casi anche VHS e Beta avevano bisogno di supporti multipli.
Svantaggi meno significativi includevano la mancanza di supporto per i fermo-immagine durante le pause causati dal fatto che i lettori CED riproducevano quattro frame in una sola rotazione contro il singolo frame per rotazione dei LaserDisc, e la tecnologia informatica non era avanzata al punto da permettere l'inserimento di memorie a basso costo. Comunque, una "modalità pagina" era disponibile su molti lettori che permettevano a questi fermi immagine di essere riprodotti in modalità loop infinito.
I dischi CED erano anche più ingombranti dei nastri VHS, più spessi dei LaserDisc e decisamente più pesanti di entrambi a causa della custodia plastica.

## Materiale disponibile

### Lettori
I lettori CED sono stati prodotti ufficialmente da quattro aziende: RCA, Hitachi, Sanyo e Toshiba; in realtà, altre sette aziende hanno prodotto i propri lettori su licenza di queste quattro.

### Media
Durante la fase di produzione furono resi disponibili oltre 50 titoli, di cui i primi 50 realizzati da RCA (incluse le collaborazioni con Columbia Pictures, Paramount e Disney) insieme alla CBS Video Enterprises (divenuta poi 20th Century Fox). Successivamente, altre aziende, come Disney, Paramount Pictures, MCA, MGM, e Vestron Video iniziarono a produrre dischi CED sotto la propria etichetta home video, fino alla cessazione della produzione del sistema nel 1986.